# Bad Wimsbach-Neydharting
Bad Wimsbach-Neydharting osztrák mezőváros Felső-Ausztria Welsvidéki járásában. 2021 januárjában 2577 lakosa volt. 

## Elhelyezkedése

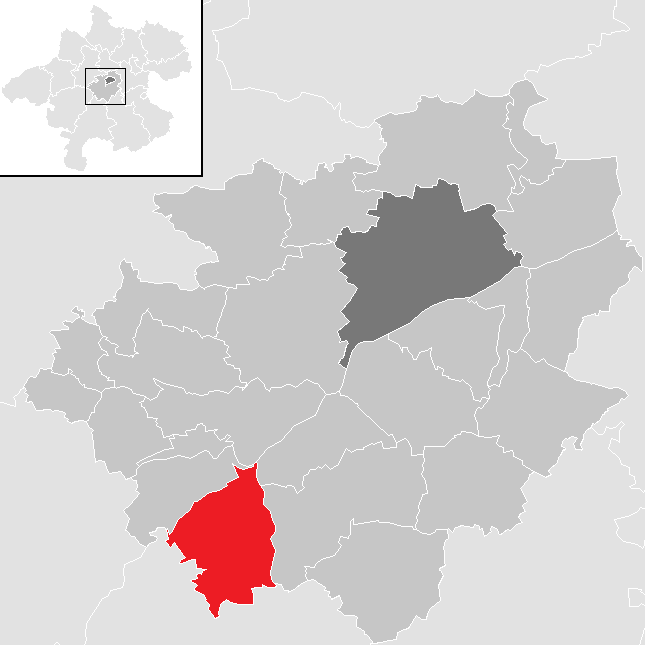
Bad Wimsbach-Neydharting a Welsvidéki járásban

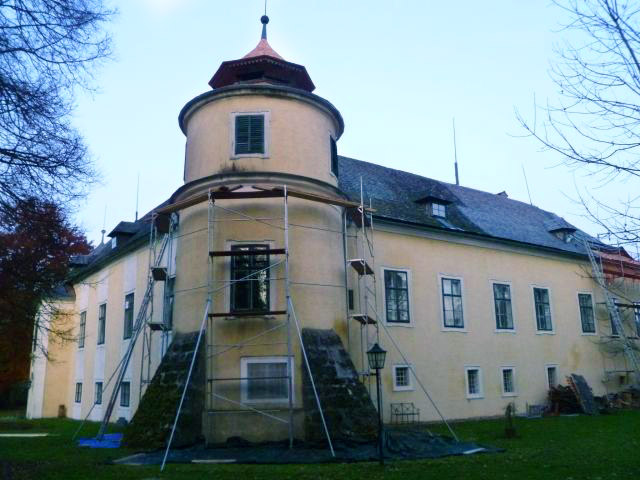
A wimsbachi kastély

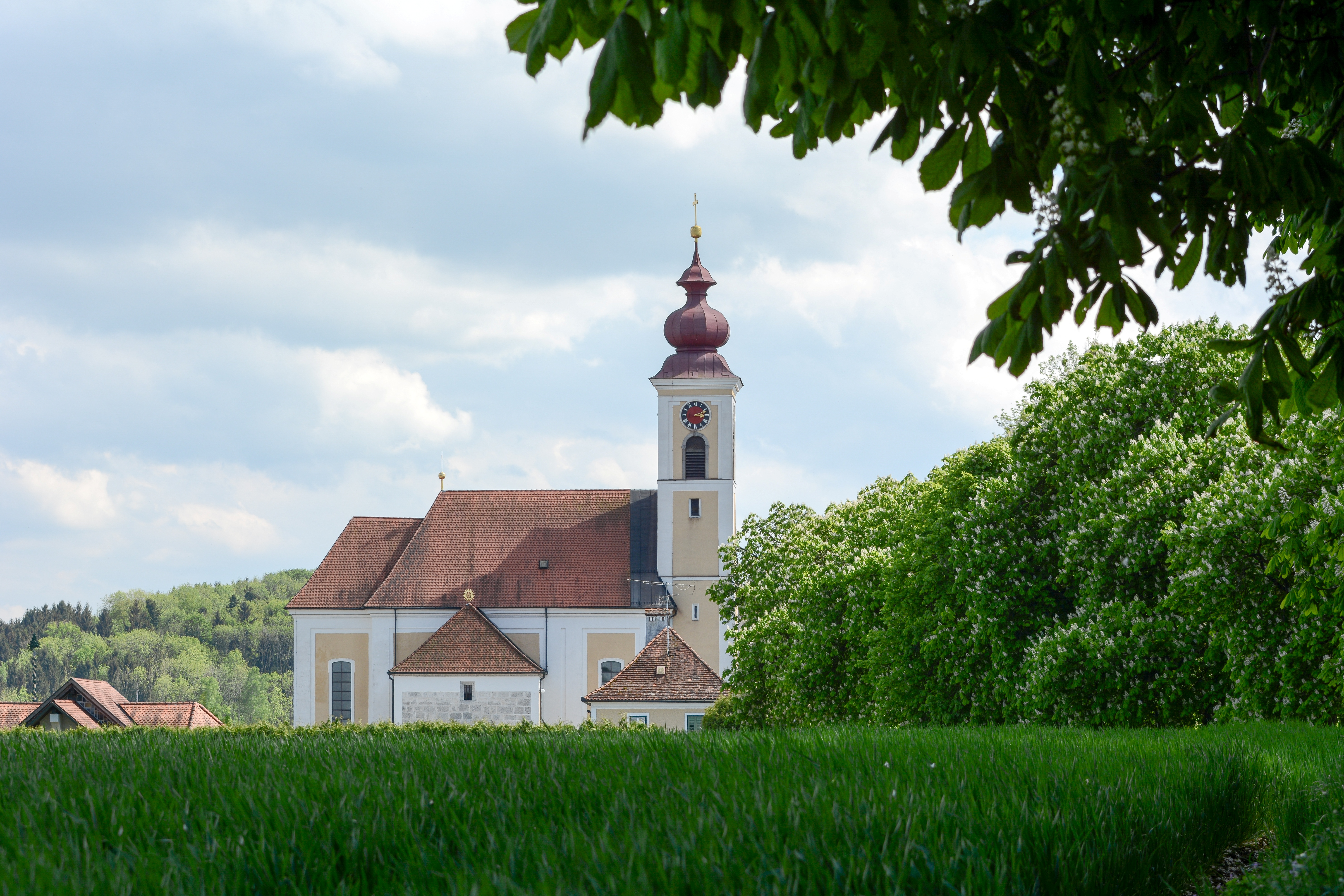
A Szt. István-plébániatemplom

Bad Wimsbach-Neydharting a tartomány Hausruckviertel régiójában fekszik a Traun-Enns-hátságon, a Wimbach patak mentén. Keleti határát az Alm folyó alkotja. Területének 19%-a erdő, 70% áll mezőgazdasági művelés alatt. Az önkormányzat 13 települést, illetve településrészt egyesít: Aigen (34 lakos 2021-ben), Au (325), Bachloh (116), Bergham (75), Dorfham (43), Ellnkam (73), Giering (54), Haag (110), Haidermoos (88), Kößlwang (166), Neydharting (249), Traun (54) és Wimsbach (1190). 
A környező önkormányzatok: északnyugatra Stadl-Paura, északra Edt bei Lambach, északkeletre Fischlham, keletre Steinerkirchen an der Traun, délre Vorchdorf, délnyugatra Roitham am Traunfall.

## Története
A mezőváros területén, a Waschenberg-hegyen a vaskorban a hallstatti kultúra erődített települése állt. A római korban is lakott volt, a régészek egy villa rustica alapjait tárták fel.
A régió eredetileg a Bajor Hercegség keleti határvidékéhez tartozott; a 12. században került Ausztriához. Az Osztrák Hercegség 1490-es felosztásakor az Ennsentúli Ausztriához került. 
A települést a napóleoni háborúk alatt a franciák többször megszállták. 
Miután a Német Birodalom 1938-ban annektálta Ausztriát, Wimsbachot az Oberdonaui reichsgauba sorolták be. A második világháború után visszakerült Felső-Ausztriához.
1954-ben a mezőváros neve az addigi Wimsbachról Bad Wimsbach-Neydhartingra változott.  

## Lakosság
A Bad Wimsbach-Neydharting-i önkormányzat területén 2021 januárjában 2577 fő élt. A lakosságszám 1971 óta gyarapodó tendenciát mutat. 2018-ban az ittlakók 94,3%-a volt osztrák állampolgár; a külföldiek közül 1,2% a régi (2004 előtti), 1,7% az új EU-tagállamokból érkezett. 2,3% az egykori Jugoszlávia (Szlovénia és Horvátország nélkül) vagy Törökország, 0,5% egyéb országok polgára volt. 2001-ben a lakosok 86,8%-a római katolikusnak, 3,5% evangélikusnak, 3,6% mohamedánnak, 5,3% pedig felekezeten kívülinek vallotta magát. Ugyanekkor 8 magyar élt a mezővárosban; a legnagyobb nemzetiségi csoportot a németeken (95,5%) kívül a törökök alkották 1,3%-kal. 
A népesség változása:

| 2016 | 2 481 |
| 2018 | 2 533 |

## Látnivalók
- a wimsbachi kastély
- a Szt. István-plébániatemplom

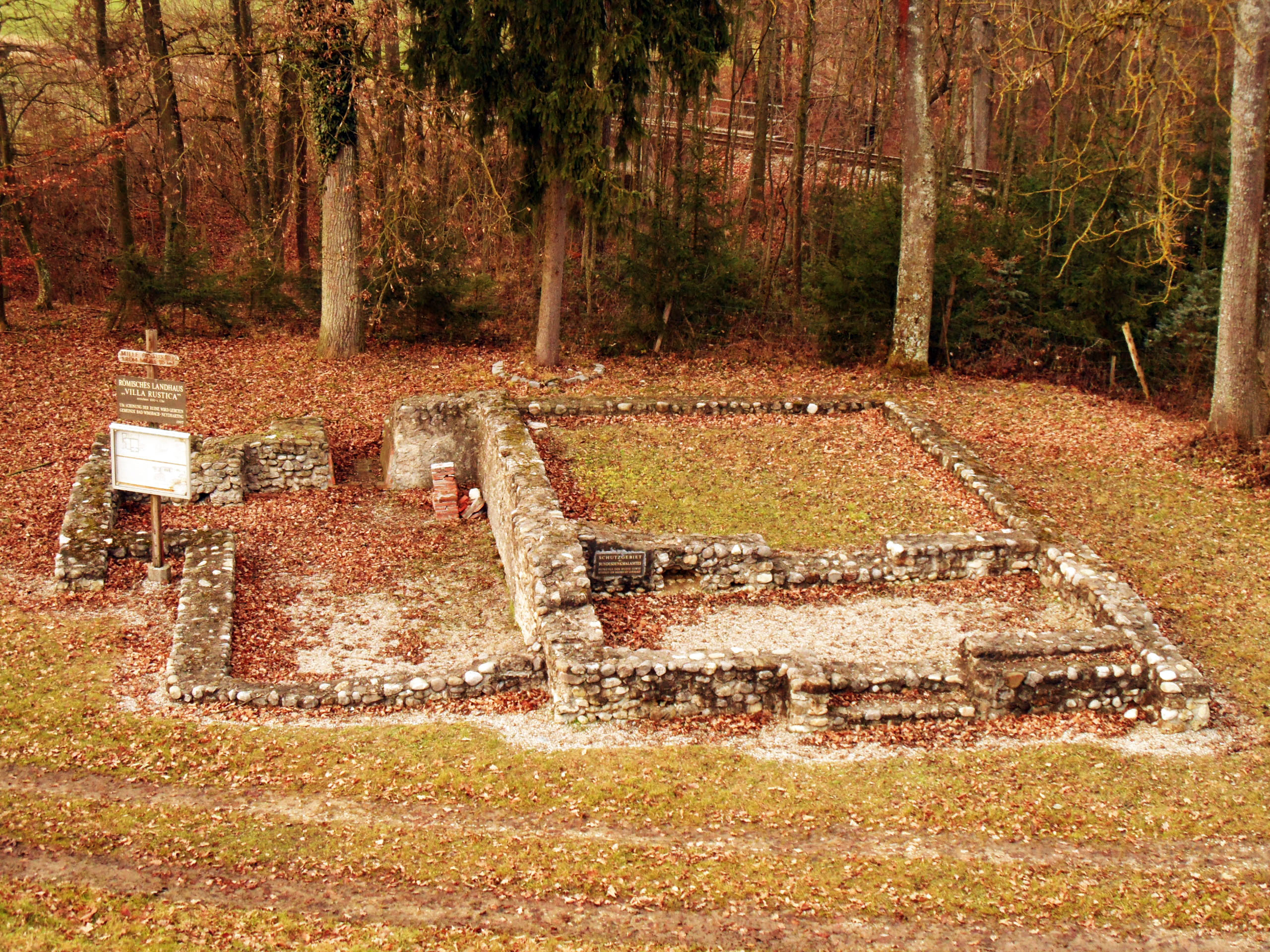
Villa rustica

- a neidhartingi Canterburyi Szt. Tamás-templom
- római kori villa rustica maradványai
- gyógyfürdő
- skanzen, működő vízhajtotta kovácsműhellyel
- a neydhartingi láp és az Alm-menti ártéri erdők természetvédelmi területei

## Fordítás
- Ez a szócikk részben vagy egészben  a   Bad Wimsbach-Neydharting című német Wikipédia-szócikk ezen változatának fordításán alapul.  Az eredeti cikk szerkesztőit annak laptörténete sorolja fel. Ez a jelzés csupán a megfogalmazás eredetét és a szerzői jogokat jelzi, nem szolgál a cikkben szereplő információk forrásmegjelöléseként.